# Scapacartus ferreirai
Scapacartus ferreirai är en skalbaggsart som beskrevs av Stefan von Breuning 1971. Scapacartus ferreirai ingår i släktet Scapacartus och familjen långhorningar.
Artens utbredningsområde är Moçambique. Inga underarter finns listade i Catalogue of Life.